# 斯派采岛
斯派采岛（希臘語：Σπέτσες），是希臘萨罗尼科斯群岛的島嶼，位於阿爾戈利斯灣，距離比雷埃夫斯40公里，面積22.2平方公里，最高點海拔高度245米，2021年人口3,748。
行政上该岛隶属于阿提卡大區岛屿专区的斯派采市镇。

## 外部連結
- 旅游信息网站 （页面存档备份，存于） （英語）